# 仁保ジャンクション
仁保ジャンクション（にほジャンクション）は、広島県広島市南区にある広島呉道路（クレアライン）・広島高速2号線と海田大橋・広島高速3号線が交差するジャンクションである。海田大橋→広島呉道路 呉方面、広島呉道路 広島方面→海田大橋各方面は通行不可である。
一部が猿猴川の河口の上にある。

## 道路
- E31 広島呉道路（1-1番）
- 海田大橋
- 広島高速3号線（広島南道路）
- 広島高速2号線（府中仁保道路）

## 歴史
- 1974年5月29日 広島呉道路 仁保IC - 坂IC（現・坂北IC）開通
- 1990年12月 海田大橋 海田大橋出入口 - 仁保JCT（全線）開通
- 2000年3月19日 広島高速3号線 仁保JCT - 宇品出入口開通
- 2010年4月26日 広島高速2号線 温品JCT - 仁保JCT（全線）開通、広島呉道路 仁保IC - 仁保JCT廃止

## 隣
広島高速2号線（府中仁保道路）
仁保出入口 - 仁保JCT
E31 広島呉道路
（(1) 仁保IC：廃止 - ）(1-1) 仁保JCT - 坂PA/坂TB - (2-1) 坂北IC（広島方面のみ）
 広島高速3号線（東広島廿日市道路）
仁保JCT - 宇品出入口
海田大橋（東広島廿日市道路）
海田大橋出入口 - 仁保JCT